# Ingvild Gåskjenn
Ingvild Gåskjenn (Horten, 1 juli 1998) is een wielrenster uit Noorwegen die sinds 2025 voor Uno-X Mobility rijdt.

## Carrière
In 2015 werd zij Noors kampioen op de weg bij de junioren en in 2016 behaalde ze zilver op de weg en in de tijdrit. Vanaf 2017 reed ze zes jaar voor het Noorse UCI Continental-team Coop-Hitec Products in de Women's World Tour. Sinds 2023 rijdt ze voor de Australische ploeg Team Jayco AlUla. Ze boekte tot dusver geen professionele zeges.

## Palmares
2015
 Noors kampioene op de weg, junioren
2016
 Noors kampioenschap op de weg, junioren
 Noors kampioenschap tijdrijden, junioren
2019
 Noors kampioenschap op de weg
2021
 Noors kampioenschap op de weg

### Resultaten in voornaamste wedstrijden
| Jaar | Ronde van Italië | Ronde van Frankrijk | Ronde van Spanje |
| ---- | ---------------- | ------------------- | ---------------- |
| 2017 |                  | buiten tijd         |                  |
| 2018 |                  |                     | 49e              |
| 2019 |                  |                     |                  |
| 2020 |                  |                     |                  |
| 2021 |                  |                     | 52e              |
| 2022 |                  |                     | 36e              |
| 2023 | 55e              |                     |                  |
| 2024 | opgave           |                     | 14e              |
| 2025 |                  |                     | 49e              |

| Jaar | Milaan-San Remo | Gent-Wevelgem | Ronde van Vlaanderen | Amstel Gold Race | Luik-Bast.‑Luik | Brabantse Pijl | Strade Bianche |  | WK op de weg |
| ---- | --------------- | ------------- | -------------------- | ---------------- | --------------- | -------------- | -------------- |  | ------------ |
| 2017 |                 |               |                      | opgave           |                 |                |                |  |              |
| 2018 |                 |               |                      |                  |                 |                |                |  |              |
| 2019 |                 | opgave        |                      |                  |                 |                |                |  | opgave       |
| 2020 |                 |               |                      |                  |                 |                |                |  |              |
| 2021 |                 | opgave        | opgave               |                  |                 | opgave         |                |  | 78e          |
| 2022 |                 |               |                      | 25e              |                 |                |                |  | 67e          |
| 2023 |                 |               |                      | 54e              | 36e             | 64e            | buit.tijd      |  | opgave       |
| 2024 |                 |               |                      | ↑                | 21e             | 15e            |                |  | 27e          |
| 2025 | 58e             |               |                      | 23e              |                 | 29e            | opgave         |  |              |

## Ploegen

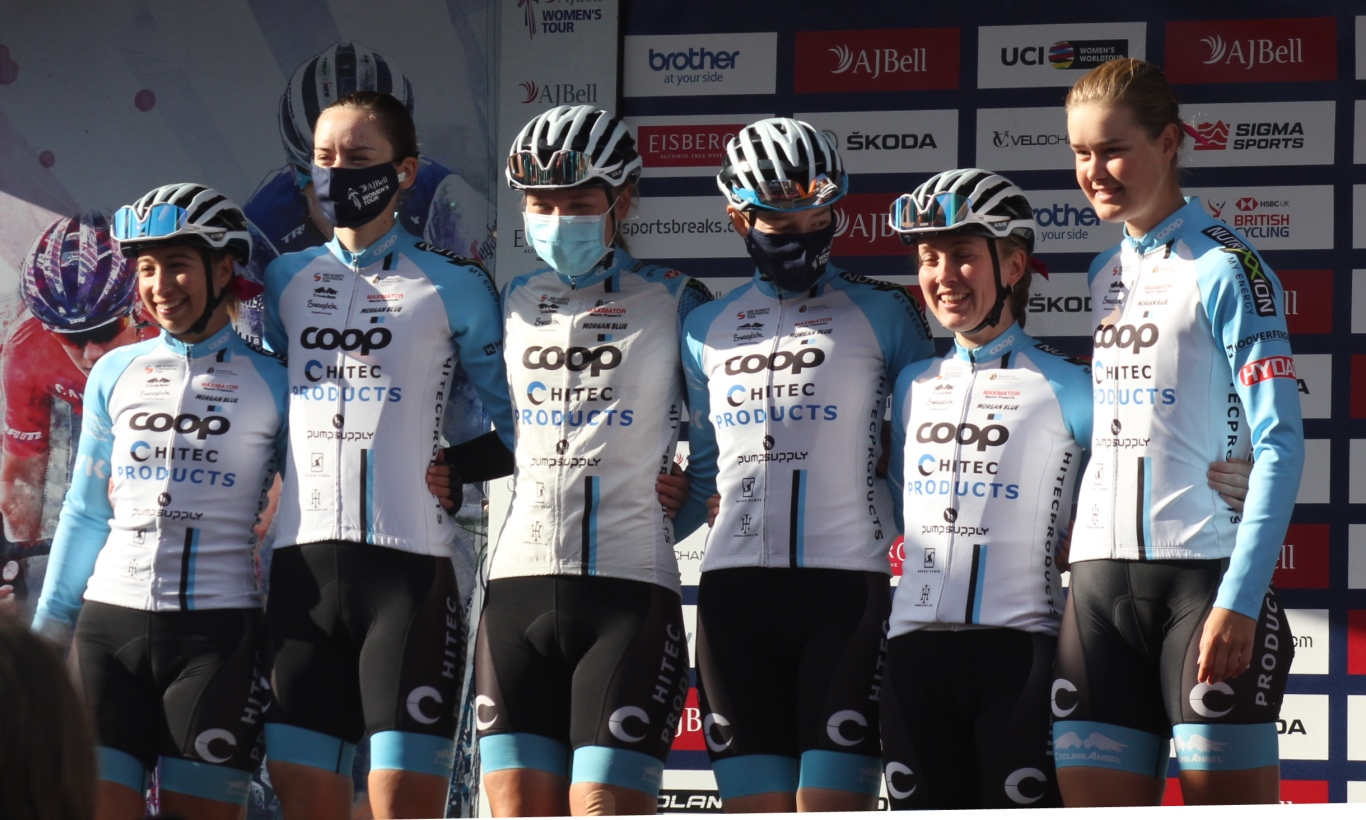
Gåskjenn (2e van rechts) met haar Team Hitec Products in The Women's Tour 2021.

- 2017 –  Hitec Products
- 2018 –  Hitec Products
- 2019 –  Hitec Products
- 2020 –  Hitec Products
- 2021 –  Hitec Products
- 2022 –  Coop-Hitec Products
- 2023 –  Team Jayco AlUla
- 2024 –  Liv AlUla Jayco
- 2025 –  Uno-X Mobility

Feldmann · G. Garner · L. Garner · Gåskjenn · Heine · Lorvik · Lutro · Solvang · Stougje · Tagliaferro · Uneken
Feldmann · Gåskjenn · van der Haar · Heine · Kröger · Lorvik · Lutro · Mathisen · Midtsveen · Richioud · Solvang · Tagliaferro
Andersson · Boogaard · Feldmann · Gåskjenn · Iversen · Kröger · Lutro · Mathisen · Mohr · Nelson · Olsen · Riffel · Tveit · Ysland
Andersson · Boogaard · Dale · Feldmann · Gåskjenn · Iversen · Jørgensen · Mohr · Nelson · Olsen · Riffel · Roberts · Soland · Steigenga · Swinkels · Tveit · Ytterhus Haugset
Allen · Baker · Campbell · Faulkner · Gåskjenn · Howe · Kessler · Manly · Pate · Paternoster · Polites · Roseman-Gannon · Santesteban · Tan · Žigart
Andersson · Baker · Campbell · García · Gåskjenn · Howe · Korevaar · Manly · Pate · Paternoster · Roseman-Gannon · Smulders · Ton · Trevisi · Wyllie · Žigart
Aalerud · Aasebø · Ahtosalo · Andersen · Anderson · Barker · Beekhuis · Berg Edseth · Boilard · Confalonieri · Gåskjenn · Gjertsen · Greve · Koerner · Koster · Bjørndal Ottestad · Ysland · Zanetti